# Hubert Mingarelli
Hubert Mingarelli   (Mont-Saint-Martin, 14 de gener de 1956 - Grenoble, 27 de gener de 2020) fou un escriptor francès.

## Biografia
Va estudiar fins als 17 anys, quan es va enrolar a la marina durant tres anys. Durant aquest temps va visitar el Mediterrani i el Pacífic, i després va viatjar per Europa. Acabada aquesta etapa, es va instal·lar a Grenoble on va treballar en diversos llocs i no va ser fins a la dècada de 1980 que va començar a publicar. El 2003 va guanyar el Premi Médicis amb la novel·la Quatre soldats. Actualment viu en un mas de muntanya de Matheysine als Alps francesos.
Les dones no són massa presents a les seves novel·les. S'interessa molt més per les relacions pare-fill, com es pot veure a Une rivière verte et silencieuse (1999), La Dernière Neige (2000) o també a La Beauté des loutres (2002). A Quatre Soldats (2003) evoca l'amistat entre quatre homes entre els quals n'hi ha un que acaba de sortir de l'adolescència. El tema militar també es pot trobar en certa manera a Una cabana a l'hivern. Els tres relats inclosos a Océan Pacifique té clares referències autobiogràfiques amb la vida de mariner que va dur a l'armada. Aquesta títol li va comportar el premi Livre & mer Henri-Queffélec del Festival Livre & Mer de Concarneau de 2007.

## Premis literaris
- 1995 - Prix 12/17 Brive-Montréal
- 2003 - Premi Médicis
- 2006 - Prix Livre & Mer Henri-Queffélec
- 2014 - Prix Landerneau
- 2014 - Prix Louis-Guilloux